# زیست‌دزدی
زیست‌دزدی (به انگلیسی: Biopiracy)، کنشی است که در آن دانش بومیان و مردمان بخشی از جهان، بدون آگاهی و خرسندی‌شان یا بدون نام بردن از آنان یا تنها با اشاره‌ای کوچک مورد بهره‌برداری سودجویانهٔ دیگر مردمان قرار گیرد. نمونه را، زیست‌دزدان دانش بومی مردمان بخشی از جهان را دربارهٔ ویژگی‌های درمانی گیاهان می‌دزدند و پس از چندی شرکت‌های دارویی با بهره‌گیری از آن دانش دزدی و بدون آنکه بگویند این دانش تازه نیست، و آن مردمان بومی را در سود به‌دست آمده از فروش دارو و دیگر بهره‌وری‌های آن هنباز (=شریک) کنند، دارو را به نام خود به ثبت می‌رسانند.
سازمان‌های طرفدار زیست‌بوم همچون آشتی سبز (صلح سبز) بر آنند که چنین کارهایی به نابرابری بیشتر بین کشورهای رو به رشد با گنجینهٔ پربار گونه‌گونی زیستی (تنوع زیستی) و کشورهای رشد‌یافته‌ای می‌شود که شرکت‌های دارویی در آنها هستند.